# The Mason Williams Phonograph Record
The Mason Williams Phonograph Record es un álbum de estudio del guitarrista y compositor estadounidense Mason Williams publicado en 1968.

## Descripción
Se trata del álbum más reconocido y exitoso de Williams, debido en parte a que contiene el famoso instrumental "Classical Gas", su canción más popular. Mason Williams ganó dos premios Grammy, por "mejor canción instrumental de pop" y por "mejor pieza instrumental", y el productor Mike Post ganó el mismo premio en la categoría "mejor arreglo instrumental".

## Lista de canciones
Todas las canciones escritas y compuestas por Mason Williams, unless otherwise noted. 
| N.º | Título                | Escritor(es)       | Duración |  |
| 1.  | «Overture»            | Mike Post          | 1:49     |  |
| 2.  | «All of the Time»     |                    | 2:40     |  |
| 3.  | «Dylan Thomas»        |                    | 0:29     |  |
| 4.  | «Wanderlove»          |                    | 3:22     |  |
| 5.  | «She's Gone Away»     |                    | 2:15     |  |
| 6.  | «Here I Am»           | Brown, Williams    | 4:06     |  |
| 7.  | «Classical Gas»       |                    | 3:06     |  |
| 8.  | «Long Time Blues»     | Elington, Williams | 3:35     |  |
| 9.  | «Baroque-a-Nova»      | Blye, Williams     | 2:20     |  |
| 10. | «The Princes Panties» |                    | 1:40     |  |
| 11. | «Life Song»           |                    | 0:27     |  |
| 12. | «Sunflower»           |                    | 3:43     |  |